# Home studio
Ne doit pas être confondu avec Home studio photo.

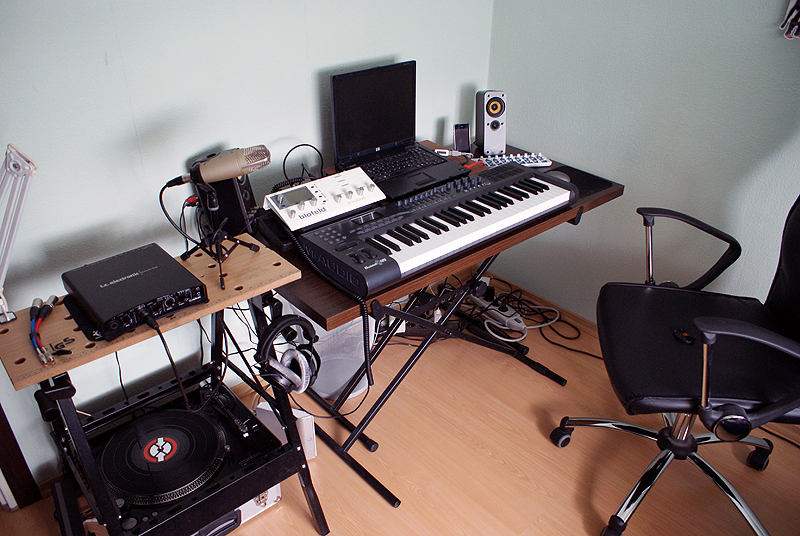
Un home studio (2010), avec un ordinateur doté d'une station audionumérique, une carte son (à gauche), un clavier MIDI, un micro à condensateur, un casque et une paire d'enceintes. En bas à gauche, une platine vinyle.

Le home studio (anglicisme signifiant studio à la maison ou project studio) est un petit studio d'enregistrement et de production musicale aménagé chez un particulier, à la différence d'un espace professionnel studio de production et d'enregistrement. Cet ensemble peut comprendre un ou plusieurs instruments de musique et d'outils ou applications numériques permettant de produire ou d'enregistrer des musiques et des sons, de les modifier et de les mixer. Cet ensemble peut être destiné à un travail amateur ou professionnel.
Un home studio rassemble différents appareils, généralement autour d'une station audionumérique de l'acronyme anglais DAW signifiant Digital Audio Workstation, à laquelle peuvent venir se raccorder un large choix d'équipements logiciels ou matériels, en fonction des besoins ou des moyens investis : microphones et instruments de musique acoustiques ou électroniques, carte son (ou interface audio) pour enregistrer des sons, casque d'écoute (généralement stéréophonique), plusieurs enceintes pour contrôler l'écoute des sons ou de la musique produite, un ou plusieurs ordinateurs pour éditer les sons enregistrés, et des applications dédiées à certaines fonctions de production ou de post-production sonore ainsi que des plug-ins audio.
Le home studio apparaît au début des années 1980 notamment grâce à l'introduction de la norme numérique MIDI et des synthétiseurs puis il se développe fortement dans les années 2000 et 2010, avec l'arrivée sur le marché, de matériels plus abordables et de la technologie d'enregistrement audio numérique.

## Histoire

### Premiers enregistreurs à bande

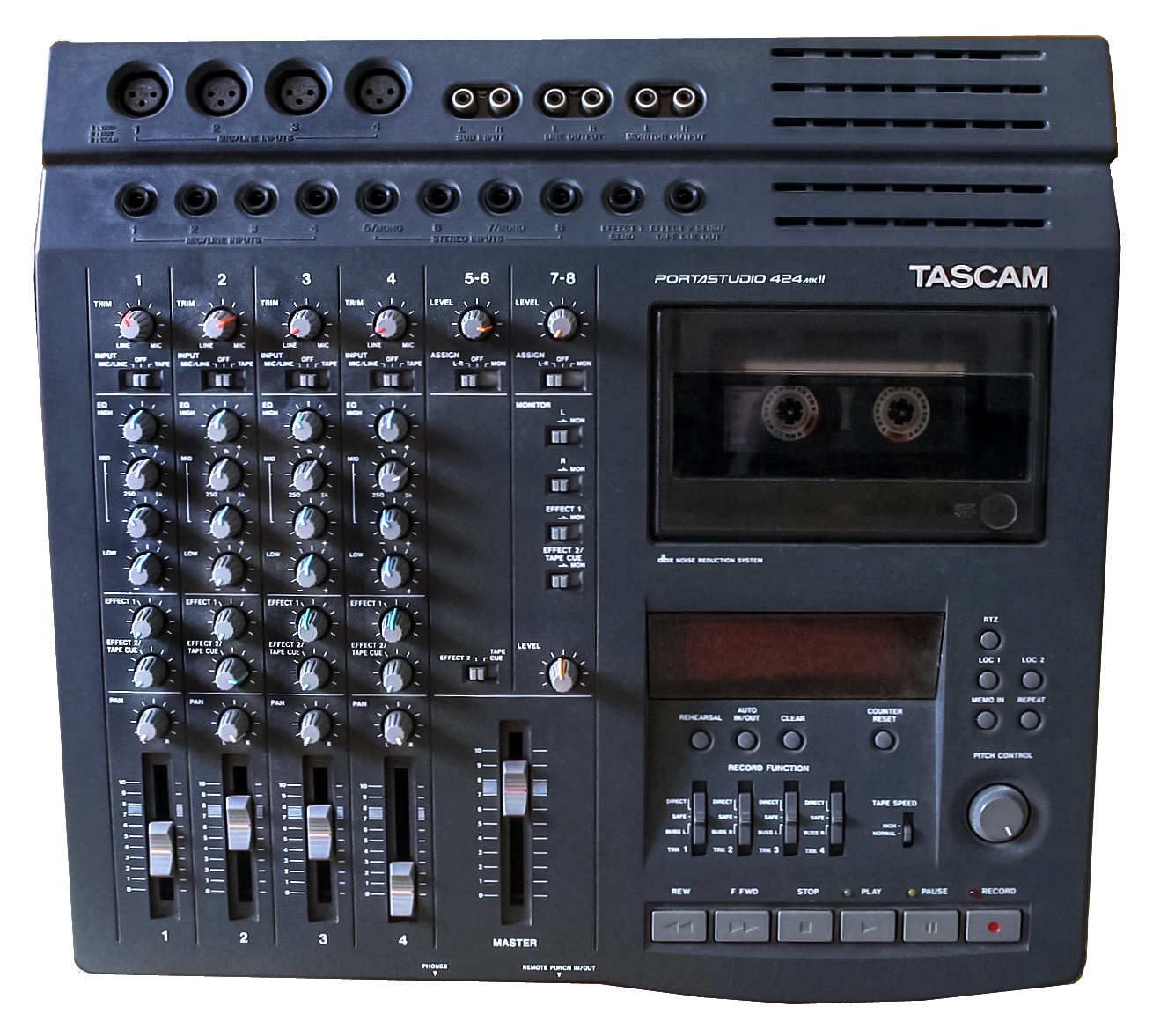
Tascam PortaStudio 424 MKII, enregistreur 4 pistes à cassette. Commercialisé dans les années 1980, il permet de s'enregistrer chez soi.

Les prémices du home studio remontent aux années 1970, où l'industrie commence à produire des enregistreurs à bande pour les particuliers. C'est le cas de l'entreprise japonaise TEAC avec l'enregistreur quatre pistes TEAC 3340. Toutefois, le home studio prend véritablement son essor au tout début des années 1980, avec l'introduction par Tascam du Portastudio 144, le premier enregistreur 4 pistes à cassette (à l'époque environ 1200 $ canadiens). Il devient alors possible pour les musiciens, amateurs ou professionnels, d'enregistrer facilement des maquettes. Le but de ces enregistreurs n'est pas de produire de la musique avec la même qualité qu'un studio d'enregistrement professionnel, mais permet d'enregistrer des idées de morceaux, réaliser des démos qui sont ensuite envoyées à des producteurs, ou simplement faire de la musique dans un but récréatif.

### Home studios numériques
L'avènement du micro-ordinateur personnel et de la norme MIDI permet, dès le milieu des années 1980, au musicien bien équipé en instruments et appareils MIDI de travailler seul dans son home studio et d'y enregistrer sa musique. Dans les années 1990, l'enregistrement numérique sur disque dur devient progressivement accessible et permet de bénéficier de possibilités de production accrues tout en se passant des magnétophones à cassette et à bandes de la génération précédente.

### Démocratisation

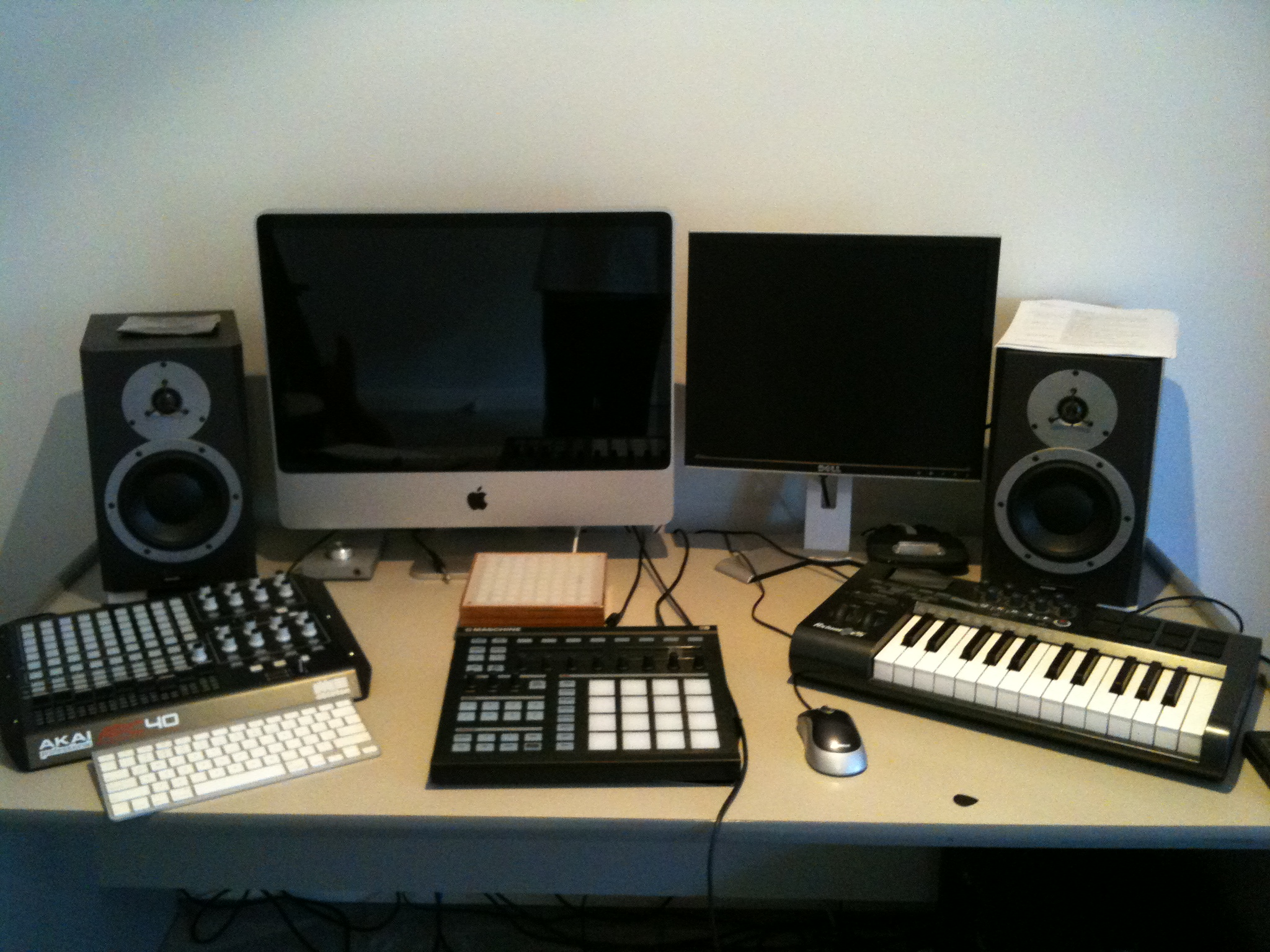
Un home studio en 2010, avec un ordinateur doté de deux écrans, un clavier MIDI, deux surfaces de contrôle et deux enceintes.

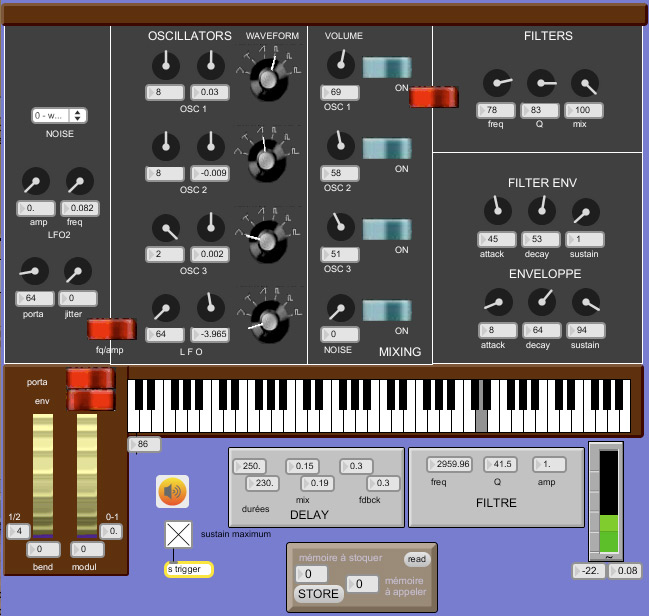
Exemple d'instrument virtuel, un synthétiseur.

La frontière entre studio professionnel et home studio s'amenuise encore plus dans les années 2000 avec l'apparition des surfaces de contrôle, l'évolution des périphériques (hardware tendant à être remplacé par des plug-ins, apparition d'instruments virtuels en MIDI) qui permettent aux DAW d'offrir un potentiel de traitement plus ou moins équivalent à un vrai studio. La baisse des coûts et la production en masse de matériel d'enregistrement destiné aux particuliers  a permis de significativement faciliter l'enregistrement à la maison. Cette évolution des techniques d'enregistrement s'accompagne d'un changement des formats : après le vinyle, délaissé au profit du CD dans les années 1990, le mp3 s'impose dans les années 2000. Ce format permet un échange très rapide de morceaux, en particulier via internet, sans nécessiter de support physique. Il devient alors beaucoup plus facile d'enregistrer, mixer, produire et diffuser sa musique sans passer par un label. Cela a donné naissance, dans les années 2000, à une génération de « bedroom producers » (« producteurs de chambre »), de jeunes artistes créant entièrement leur musique chez eux, dans leur chambre. Cette généralisation des home studio représente une concurrence directe pour les studios d'enregistrement professionnels.
Si la différence entre home studio et studio professionnel perdure, c'est surtout dû à la qualité du matériel employé (préamplis, compresseurs, égaliseurs, convertisseurs A/N, câblage, etc.), au traitement acoustique des différentes cabines d'écoutes et de prises de sons, ainsi qu'à l'expertise apportée par les ingénieurs du son de métier. Cependant, de nombreux home-studios (notamment de professionnels) sont équipés de matériel de qualité "studio" et disposent de bons traitements acoustiques. La différence se situe au niveau du parc matériel, qui sera personnalisé et adapté aux besoins de son propriétaire dans le cas du home-studio, ou au contraire plus standard et destiné à couvrir de larges besoins dans le cadre d'un studio commercial.[réf. nécessaire]
Vers les années 2000, toujours avec l'évolution de l'informatique, les homes studios peuvent aussi prétendre traiter des projets audio destinés à l'audiovisuel, c’est-à-dire, produire de la musique et/ou du son à l'image.
Au fur et à mesure de l'évolution des matériels informatiques, le home studio se développe et permet de fabriquer et créer des musiques ou des programmes audiovisuels définitifs, mais entièrement fabriqués « à la maison » et non pas dans un studio d'enregistrement.
Vers les années 2010, la possibilité de faire travailler ensemble et de façon synchrone plusieurs ordinateurs dédiés au son et/ou à l'image, avec le principe informatique de la Grappe de serveurs (« cluster ») va encore faire évoluer la façon de produire de la musique ou des bandes sonores pour l'audiovisuel[réf. nécessaire].

## Utilisations
Le terme « home studio » devient générique, il englobe plusieurs niveaux d'expertise en matière d'enregistrement sonore et différentes utilisations.

### Musiciens amateurs et professionnels

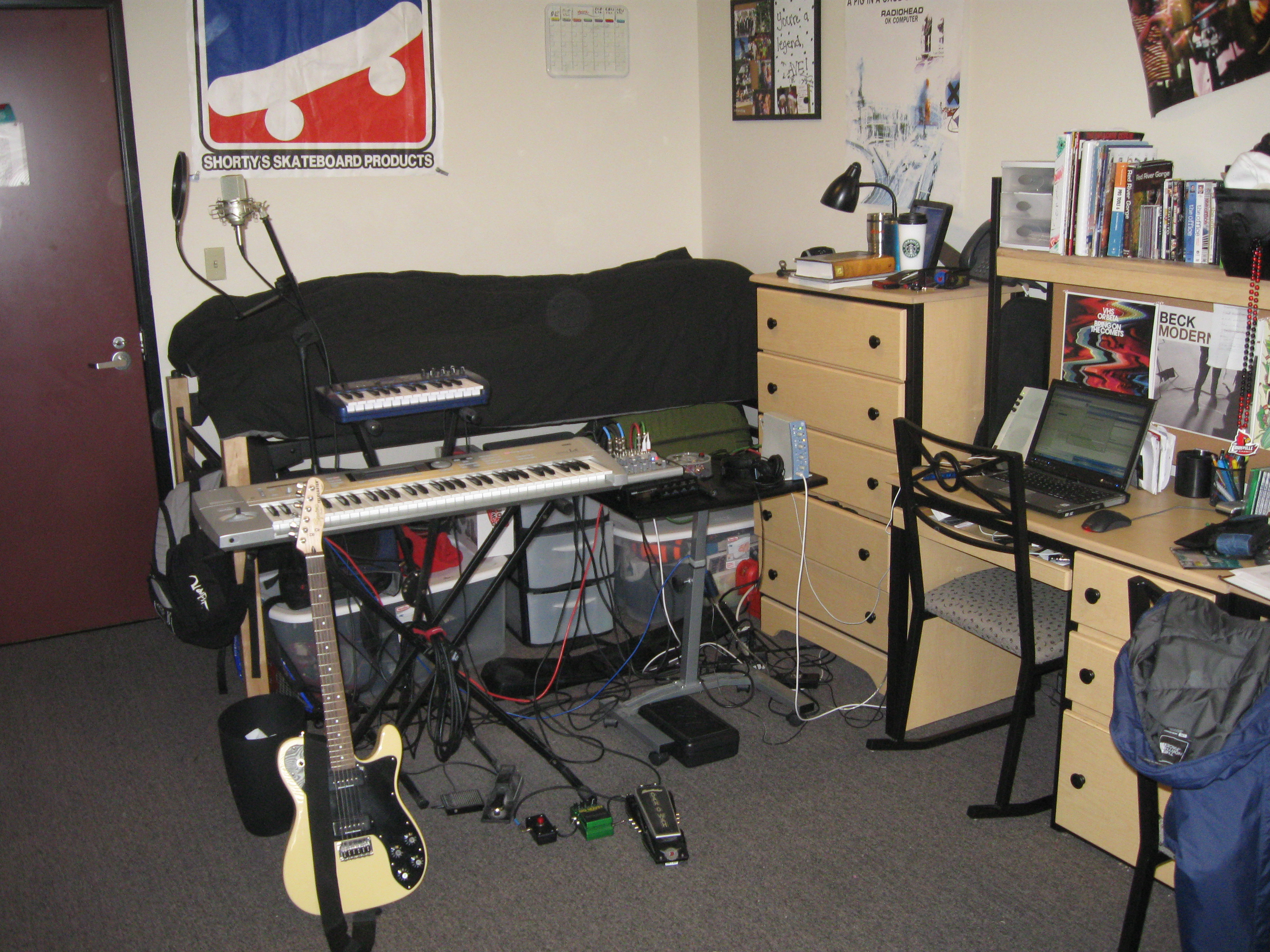
Home studio intégré dans une chambre, 2009.

L'équipement d'un amateur ayant pour hobby la musique peut être, par exemple, constitué d'une carte son (pour brancher son instrument ou un micro), d'un ordinateur portable et d'une station audionumérique. Parmi les logiciels dédiés, on trouve Logic Pro, Pro Tools, Digital Performer, Cakewalk Sonar, Reaper, FL Studio ou Cubase couplé ou non avec Reason, etc.
Un musicien professionnel a généralement un équipement est plus vaste en qualité et en quantité, la différence avec l'amateur sera par exemple l'investissement vers des logiciels et des périphériques plus coûteux, des instruments réels et variés (synthétiseurs, claviers), etc. Toutefois, la frontière entre musicien amateur et professionnel tend à s'estomper dans les années 2000, avec l'émergence d'artistes produisant chez eux leur musique et la diffusant sur internet.
Le home studio permet à des musiciens professionnels d'enregistrer chez eux leurs instrument sans avoir besoin d'aller en studio commercial. Cela permet d'enregistrer une chanson avec plusieurs personnes géographiquement éloignées : les différentes pistes sont envoyées par internet à la personne qui réalise le mixage final.

### Webradio
Certaines webradios peuvent être contrôlées depuis un équipement professionnel comprenant table de mixage, microphone, platines CD professionnelles, lecteurs de cartouches 8 pistes et cassette audio, platines vinyles, ordinateurs équipés de logiciels spécifiques. Aujourd'hui, il en existe sur l'application de streaming musical Spotify.

### Voix-off

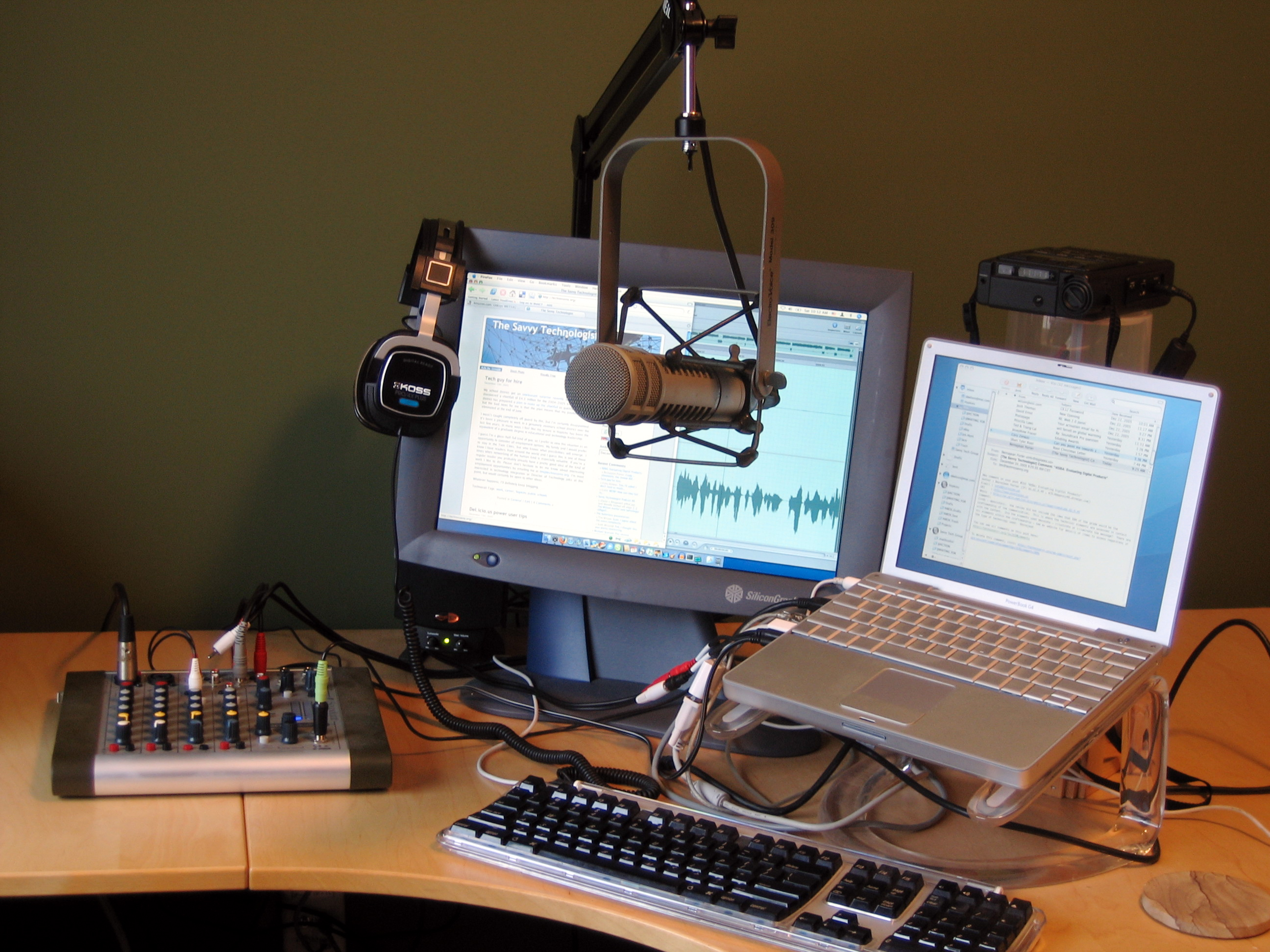
Un home studio pour l'enregistrement de voix (podcast, voix-off, radio), 2005.

Depuis plusieurs années, les prestataires de voix-off indépendantes (voix hors champs) sont souvent équipés d'un home studio leur permettant d'enregistrer et livrer leur voix depuis leur domicile. Les technologies actuelles permettent de fournir des enregistrements de haute qualité pour servir les besoins des sociétés des productions audiovisuelles dans le monde entier. Le home studio s'impose dans l'industrie audiovisuelle et concerne la production dans le domaine cinématographique (le doublage).